# Concilie van Vienne

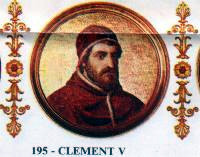
Clemens V

Het Concilie van Vienne vond plaats te Vienne (departement Isère) van oktober 1311 tot mei 1312. Dit vijftiende (œcumenisch) concilie werd bijeengeroepen door paus Clemens V via de bul Regnans in coelis van 12 augustus 1308. Dit gebeurde op aandringen van Filips IV van Frankrijk die wenste dat  de orde van de tempeliers werd opgeheven en dat paus Bonifatius VIII postuum tot ketter werd veroordeeld.

## Organisatie

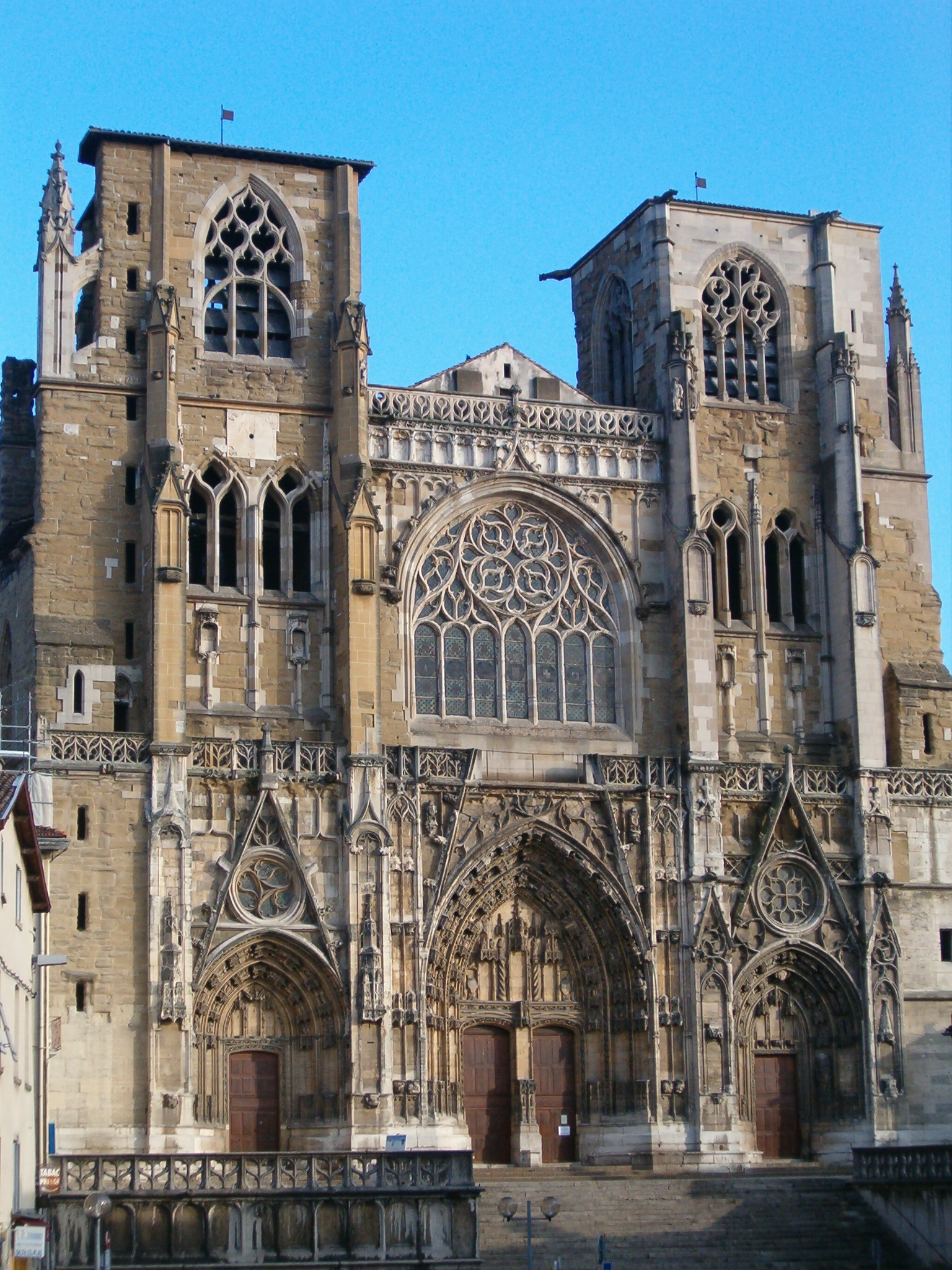
De kathedraal van Vienne

Vienne - nabij Lyon - werd gekozen voor zijn gemakkelijke bereikbaarheid en  omdat het een quasi onafhankelijke staat was (totdat Frankrijk het zou inlijven in 1349).
In een speciale bul van 1308  werd aan de orde van de tempeliers gevraagd om een verdediging op te bouwen, daar de Grootmeeter en zijn medewerkers opgeroepen waren om te verschijnen voor het concilie.
Filips IV van Frankrijk nodigde alle Westerse bisschoppen uit; van de 230 die hij persoonlijk uitnodigde, kwamen er 120. In september 1311 kwam de paus naar Vienne en op 16 oktober 1311 was de eerste formele sessie van dit concilie in de kathedraal van Vienne. Er waren 20 kardinalen, 122 bisschoppen en 38 abten aanwezig.

## Agenda
Op dit concilie werd onder andere onderzocht:
- de vraag om de orde van de tempeliers op te heffen na een proces. Het kwam niet tot een proces, maar paus Clemens V besliste  - onafhankelijk van het concilie - om de orde op te heffen.
- Daarentegen weigerde het concilie te voldoen aan de Franse wens om paus Bonifatius VIII postuum als ketter te veroordelen.
- Het concilie hield zich verder bezig met de vraag naar de betekenis van de apostolische armoede voor de franciscanen.
- Ook werd stelling genomen tegen de begijnen en begarden en tegen de Broeders van de Vrije Geest.
- Er werden maatregelen genomen om conflicten te voorkomen tussen de bedelorden en plaatselijke priesters over begrafenissen.
- Geldinzameling en organisatie voor een nieuwe kruistocht die nooit zou plaatsvinden

In de marge van het concilie ondertekende de graaf-aartsbisschop van Lyon, Pierre de Savoie, het Verdrag van Vienne (1312): Lyon werd deel van het koninkrijk Frankrijk.